# Eurysticta coolawanyah
Eurysticta coolawanyah là loài chuồn chuồn trong họ Isostictidae. Loài này được Watson mô tả khoa học đầu tiên năm 1969.